# Праздники Танзании
Праздники Танзании — в Танзании празднуются следующие дни и события:
- 1 января — Новый год

- 12 января — День революции (день свержения власти султана на Занзибаре в 1964 году)

- в период от 21 марта и до 25 апреля — Пасха (два дня)

- 7 апреля — День памяти Абейд Амани Каруме (день, когда был убит первый президент Занзибара Абейд Амани Каруме)

- 26 апреля — День объединения (День объединения Танганьики и острова Занзибар в единое государство Танзания)

- 1 мая — международный День труда

- 7 июля — Саба Саба (день основания первой политической партии в Танзании TANU, также День промышленности)

- 8 августа — Нане Нане (Крестьянский день)

- 14 октября — День Ньерере (день смерти Джулиуса Ньерере)

- 9 декабря — День независимости (9 декабря 1961 года Танганьика стала независимым государством)

- 25 декабря — Рождество Христово

- 26 декабря — второй день Рождества, также День подарков (Boxing Day).

Следующие праздничные дни в Танзании не имеют постоянной даты в различные годы:
- Мавлид (Мавлид ан-Наби) — праздник в честь дня рождения пророка Мухаммеда

- Великая пятница — предпасхальный праздник памяти в день смерти Иисуса Христа

- Ураза-байрам — день окончания мусульманского поста Рамадан

- Курбан-байрам — День жертвоприношения, празднование в честь паломничества мусульман в Мекку и его завершения на горе Арафат.